# BACHI BLUE
BACHI BLUE（バチブルー、BB、12月20日生）は、日本のギタリスト、作曲家、編曲家、音楽プロデューサー、サウンドチューナーである。東京都出身、千葉県育ち。

## 概要
ロックバンドBEASTでギタリストを務め、作曲家・編曲家、音楽プロデューサー、サウンドチューナーとしても活動している。
TVアニメ『遊☆戯☆王ZEXAL』OP曲への参加、、ゲームソフト幕末Rockといったコンテンツを中心に楽曲提供、編曲やレコーディングでの楽器演奏にて参加している。アンサンブルに様々な方向から彩を加えるギター・サウンドメイクに定評があり、amber gris、cocklobin、UCHUSENTAI:NOIZ、花少年バディーズ、ペンタゴン、アルルカン、ユナイト、アクメ、0.1gの誤算、ベッド・インほか様々なバンドの楽器の調整、改造や演奏指導、ライブや作品制作にも参加しジャンルを問わず独自の方法でメイキングしていくスタイルで現場のミュージシャンや技術者とも非常に盛り上がる事も多い。音楽学校メーザー・ハウスにてサウンドメイクの授業を受け持つなど、若手育成にも力を注いでいる。

## 経歴
- 19XX年 - 地元千葉県にて同級生のELLEGARDEN高田雄一と一緒にバンド活動を始める。
- 2001年 - go-stを脱退し、BEASTオーディションを受け、2003年の解散までギタリストとして活動
- 2007年 - fly sleep flyを結成し4枚のアルバム、5枚のシングルをリリース。
- 2016年 - BEAST復活　ネームをBACHI BLUEからBBへ改名(呼び方は変更なし)

## 人物
中学生時代、文化祭でバンド演奏をする先輩の影響と週刊誌の楽器販売の広告に魅了されてギターを購入。当時LAメタル全盛で洋楽を聴き漁るようになる。
友人からの勧めで邦楽ロックバンドも聴き始め、JUN SKY WALKER(S)やX JAPANを知り熱中していく。JUSTY-NASTYやSTRAWBERRY FIELDSといった歌のメロディーとビートが気持ち良く絡み合うバンドにも興味を持ち始める。
高校時代、小学校からの同級生のELLEGARDEN高田雄一を誘いバンド結成。非常に多趣味で高校時代はバイクにもはまり、元々技術者志望であり進学もあったためにバンド活動から遠ざかる。
ある日、友人のライブに遊びに行った際に、当時高田雄一と一緒にバンドをしていた姿を見てずっと探していたという人物に誘われ、バンド活動再開。以降、様々なバンドにて活動を行いながら編曲家としてのキャリアもスタートさせる。
2001年、以前からお世話になっていたBEASTのgobadbrainが当時のバンドのライブに御忍びで現れ後日面談希望という連絡があり、覚悟を決めて会いに行くとBEASTオーディションの話を頂き当時のバンドを脱退しオーディションへエントリー。以降、2003年解散までライブツアー、アルバム制作でギタリストとして活動。
2007年、fly sleep flyを結成し、各種媒体への出演やスポーツ番組のタイアップ曲、レギュラーラジオ番組の担当から全国ツアー、作品リリースと活動を行い4枚のアルバム、5枚のシングルをリリースする。後期はfly sleep flyの活動と並行して、アニメ主題歌への参加や歌手の作品への参加といったクリエイター活動も再開。この頃から自分の楽器機材は自分で調整、改造をし、自分好みの音を追求していき、様々な技術者と意見交換をしながら独学で機材の技術を習得していく。また自身の音楽事業部門を結成し、機材の開発や製造、各現場での作品制作にも関わっていく。
2014年、fly sleep fly解散後は、アニメ主題歌などの制作といったクリエイター業を行いながらバンドグループのサウンドメイクの現場に呼ばれ、様々な作品にて共同作業を行う。
2016年、BEAST復活。復活ワンマンGIGを完売。VISUAL JAPAN SUMMIT 2016へ出演や、復活後の作品BLOODシリーズのリリースを行う。

## 主な作品
- BEAST ～Super Skunk Boooootleg～Are You Fighting? 2003年6月15日
- fly sleep fly Way I Believe In(DS-1001) 2008年1月23日
- fly sleep fly set me free (DS-1002) 2008年9月1日
- fly sleep fly AGAINST the WORLD(SHCC-0007) 2008年10月29日
- fly sleep fly Shine Out!! (DS-1003) 2009年6月10日
- fly sleep fly PAINter (DS-1004) 2009年7月6日
- fly sleep fly FLY THE FLAG (SHCC-0008) 2009年8月5日
- fly sleep fly I'm OK You're OK(DS-1004) 2011年2月23日
- fly sleep fly UNDER THE SKIN (SHCC-0011) 2011年4月6日
- FLY SLEEP FLY JUST DO IT (GXCD-15) 2013年7月10日
- BEAST BLOODINBLOODOUT (OUT-515001)2017年8月2日
- BEAST BLOODMUSIQ (OUT-515002)2018年1月24日

### 主な楽曲提供、編曲、ギタープレイなど
- KANAN　サーフアニメ　(LRCC-0001)2010年6月16日
- 遊☆戯☆王ZEXAL BRAVING! (MJSS-09070)2011年11月14日
- KANANEropop Anime　(OMCC-0001)2011年11月16日
- 幕末Rock What’s this?(GNCA-7210)2014年04月23日
  - 幕末Rock超魂「トライアングル☆ロックンロール」(GNCA-7216)2014年07月24日
  - 幕末Rock超魂 ミニアルバム(GNCA-7219)2014年11月06日
  - 幕末Rock超超絶頂★最高大全(ウルトラエクスタシーベストオブベスト)(GNCA-7221) 2016年08月20日